# 香港媒體製作
香港媒體製作有限公司為香港電視網絡之附屬公司，現時是由香港電視網絡全資擁有。

## 背景

### 歷史
「香港媒體製作有限公司」的前身「購物網（香港）有限公司」於1999年9月17日成立，2005年5月12日更名為「環球速遞有限公司」，再於2011年7月20日改為此名。同年，當時的城市電訊開始以「香港媒體製作」名義向包括無綫電視、亞洲電視、有線電視及now寬頻電視等多间电视台挖角，才揭露本公司由城市電訊全資擁有。當時香港媒體製作已擁有180人的創作及製作團隊，並邀請超過140位藝人簽約加盟。。

### 工作範圍
由於「香港媒體製作」其實是城市電訊為協助其進軍電視業而成立的，所以它的在創立時的職責主要只有以下兩點：
1. 協助城市電訊／城市電訊電視部（香港電視前身）向藝人招手，邀請他們加盟投入。
2. 提供拍攝器材予城市電訊電視部，讓它們製作電視節目。

「香港媒體製作」自2012年12月4日，城市電訊宣佈更名為香港電視後，已將以上工作交回給它。

## 興建多媒體製作中心
「香港媒體製作」於2011年8月獲香港科技園公司批出將軍澳工業邨地段，建設面積超過30万平方呎的電視及多媒體製作中心。未來將投資超過6億與建製作基地，當中包括4個錄影廠、附設3D及設高清設備的後期製作中心，預計將於2016年上半年投入運作。而有關工程項目現時已交由香港電視負責。

## 被誤會為城市電訊電視台名稱
由於城市電訊是以「香港媒體製作」的名義向藝員簽約，故曾一度被誤會為城市電訊的電視台名稱。